# Elprof
Elprof București este o companie producătoare de echipamente electronice speciale din România.
Elprof produce emițătoare și receptoare radio-TV, echipamente și aparate telefonice și telegrafice, aparatură de înregistrare și reproducere radio, audio și video pentru sectorul producției de apărare.
Societatea deține o licență pentru stațiile de emisie Panther, în baza unui contract de licență cu firma britanică Thales Communications, membră a concernului multinațional Thales din Franța.
În iunie 2003, pachetul majoritar de acțiuni de 88,4% al Elprof a fost achiziționat de consorțiul format din societățile Iarom București și Aerostar Bacău pentru suma de 1,7 milioane de dolari.